# Saint-Mars-du-Désert, Loire-Atlantique

Saint-Mars-du-Désert este o comună în departamentul Loire-Atlantique, Franța. În 2009 avea o populație de 4,011 de locuitori.